# ألبرت هايني
ألبرت هايني (بالألمانية: Albert Heine) (و. 1867 – 1949 م) هو مخرج أفلام، وممثل مسرحي، وممثل أفلام ألماني، ولد في براونشفايغ، توفي عن عمر يناهز 82 عاماً.

## وصلات خارجية
- ألبرت هايني على موقع IMDb (الإنجليزية)
- ألبرت هايني على موقع كينوبويسك (الروسية)

- ألبرت هايني في قاعدة بيانات الأفلام على الإنترنت